# Зринский, Иван Антун
Граф  Иван IV Антун Балтазар Зринский (хорв. Ivan Antun Zrinski, венг. János Antal Zrínyi; 1651, Озаль (?), Королевство Венгрия — 11 ноября 1703, Грац) — хорватский аристократ, последний по мужской линии представитель одного из самых влиятельных и знатных хорватских дворянских родов Зринские.

## Биография
Родился в родовом замке в семье бана Хорватии Петра Зринского и его жены Катарины Зринской, урождённой Франкопан. Был их единственным сыном. Брат Илоны Зриньи. Получил хорошее образование. Воспитывался епископом Сеня Иваном Смоляничем и августинцем Марко Форсталем.
С 1669 года изучал философию и гуманитарные науки в университете Лёвена, а также военную стратегию. Владел шестью иностранными языками. В возрасте девятнадцати лет, помимо хорватского, говорил и писал на итальянском, немецком, испанском, французском, венгерском и латыни.
За организацию антигабсбургского заговора в 1671 году его отец был казнён, поместья и имущество семьи конфисковано. Гонения обрушились также и на членов семей заговорщиков, в первую очередь на Зринских и Франкопанов. Его мать Катарина Зринская, сводная сестра Франа Крсто Франкопана и жена Петра Зринского была заключена в монастырь, от горя лишилась рассудка и через два года умерла там.
Иван Антун Зринский проживал в Праге, где поступил на военную службу. После нескольких лет в армии Габсбургов стал командиром полка. Сражался против повстанцев в северной Венгрии, отличился во многих битвах. Был взят в плен куруцами в Веркене. В плену познакомился с будущим мужем свой сестры Имре Тёкёли. Освобождён после семи месяцев заключения.
Несмотря на преданность императору, постоянно находился под наблюдением и подозревался как противник монархии. В 1678 году был схвачен, а затем заключён в тюрьму в Трансильвании. По мнению венского суда, учитывая казнь отца и конфискацию поместий, представлял постоянную угрозу власти.
В 1680 году арестован и допрошен из-за переписки с Имре Тёкёли.
В 1683 году был обвинен в государственной измене и содержался в тюрьмах, сначала в Оберхаус, а затем в тирольской крепости Раттенберг. В июле 1703 года был переведен в тюрьму в Граце, а затем в крепость Шлосберг. В тюрьме Иван Антун жил в очень бедственном положении, потому что деньги, предназначенные для его пропитания, не выплачивались, и он сам должен был платить за продукты и врача. В 1694 году его состояние ухудшилось настолько, что тюремщику пришлось занять денег для графа, чтобы хоть как-то одеть арестанта.
Провёл в австрийских тюрьмах двадцать лет. В течение двадцати лет, проведенных в тюрьме, Иван Антун Зринский не произнёс ни слова до самой смерти. В исключительных случаях он писал сообщение на листе бумаги. Один из тюремщиков заметил, что граф не глуп, а разговаривает сам с собой, когда остается один.
Измученный и больной, после длительного пребывания во влажных камерах, Иван Антун скончался от пневмонии в Грацкой крепости Шлоссберг.
В ночь на 12 ноября 1703 года был тайно похоронен в гробнице под церковью доминиканского монастыря в Граце, потому что австрийские власти опасались прибытия большого количества хорватских студентов из Граца на его похороны. Позже останки были перезахоронены в Загребский собор.
Со смертью Ивана Антуна Зринского древний и знатный хорватский дворянский род Зринских пресёкся.